# 福田寺 (京都市下京区)
福田寺（ふくでんじ）は京都府京都市下京区にある時宗の寺院。山号は東岡山(とうこうさん)。

## 概要
寺伝によると、文永元年(1264)、鎌倉幕府6代将軍・一品宗尊親王(後嵯峨天皇の皇子)により創建された。開山は覚阿堯空上人。
東山の渋谷街道(滑谷とも)付近にあったので渋谷道場、滑谷道場(汁谷道場)とも呼ばれた。創建後まもなく、京都に遊行した時宗開祖一遍の化益により時宗に改宗した。
豊国神社の造営に際し、現在地へ移転。地所として高倉通万寿寺周辺(現在、京都市下京区福田寺町)を賜ったという。

### 本尊
本尊は阿弥陀三尊を祀る。阿弥陀如来像は、上半身は三尺阿弥陀には珍しく覆肩衣を着けず、衲衣のみで片方の袖しか垂れていないことから「片袖の弥陀」とも呼ばれる。鎌倉期の作。両脇侍は江戸期の作。

### 乳房地蔵尊
本堂内には「乳房地蔵尊」が祀られる。乳の出を良くする、乳の病を治すなど、「乳房守護」のご利益で信仰を集める。寛文年間(1661-1673)には、「洛陽四十八所地蔵霊場」の四十四番札所に指定された。『洛陽四十八所地蔵霊場巡禮利生記』には小野篁が彫刻した六地蔵のうちの一体であると記される。また、この地蔵菩薩像はいつ頃からか行方が分からなくなっていたが、明治時代のはじめに髙島屋創業者の初代・飯田新七が夢想により地蔵尊を発見、当寺に奉納したと伝わる(本堂前に奉納の扁額がある)。
御詠歌(霊元天皇　御製)
「嬰児（みどりご）をわきて　恵みのいちしるき　乳房の求め　かなはぬはなし」

## 所在地
京都府京都市下京区富小路通六条下る本塩竈町590

### 交通
- 京都駅より徒歩15分
- 市営地下鉄烏丸線五条駅より徒歩7分
- 京阪電鉄清水五条駅より徒歩7分
- 京都市営バス河原町正面停留所より徒歩3分
- 京都市営バス河原町五条停留所より徒歩5分